# Camponotus fieldellus
Camponotus fieldellus är en myrart som beskrevs av Auguste-Henri Forel 1910. Camponotus fieldellus ingår i släktet hästmyror, och familjen myror. Inga underarter finns listade.